# Venusia scitularia
Venusia scitularia är en fjärilsart som beskrevs av Walker 1860. Venusia scitularia ingår i släktet Venusia och familjen mätare. Inga underarter finns listade i Catalogue of Life.